# Andrea Dunbar
Andrea Dunbar, née le 22 mai 1961 à Bradford (comté du Yorkshire de l'Ouest, Angleterre) et morte le 20 décembre 1990 dans la même ville , est une dramaturge britannique connue pour sa publication des autobiographies The Arbor and Rita et Sue and Bob Too. Elle appartient au mouvement du réalisme.

## Biographie

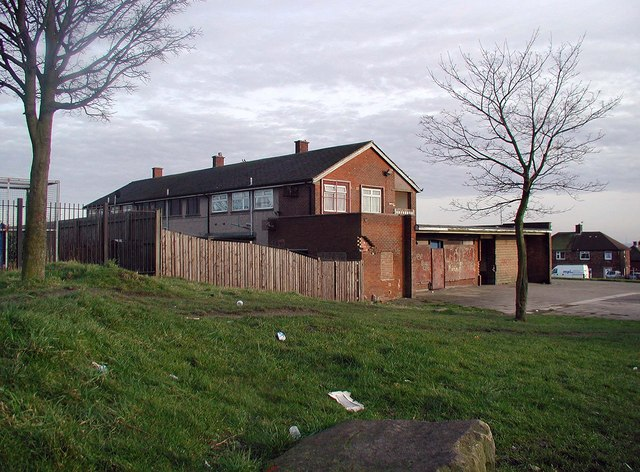
Buttershaw Estate à Bradford où Andea Dunbar grandit.